# Antônio Batista Fragoso
Antônio Batista Fragoso (Teixeira, 10 dicembre 1920 – João Pessoa, 12 agosto 2006) è stato un vescovo cattolico e teologo brasiliano.

## Biografia
Nacque a Teixeira il 10 dicembre 1920.
Fu ordinato sacerdote il 2 luglio 1944.
Consacrato, a soli 36 anni, il 30 maggio 1957, vescovo ausiliare di São Luís do Maranhão, fu poi nominato primo vescovo della neonata diocesi di Crateús, il 28 aprile 1964.
Si ritirò dal governo della diocesi il 18 febbraio 1998 per raggiunti limiti d'età.
Morì a João Pessoa il 12 agosto 2006 all'età di 85 anni.

## Impegno sociale
Dom Fragoso fu uno dei tanti vescovi brasiliani che hanno aderito alla teologia della liberazione.

## Genealogia episcopale e successione apostolica
La genealogia episcopale è:
- Cardinale Scipione Rebiba
- Cardinale Giulio Antonio Santori
- Cardinale Girolamo Bernerio, O.P.
- Arcivescovo Galeazzo Sanvitale
- Cardinale Ludovico Ludovisi
- Cardinale Luigi Caetani
- Cardinale Ulderico Carpegna
- Cardinale Paluzzo Paluzzi Altieri degli Albertoni
- Papa Benedetto XIII
- Papa Benedetto XIV
- Papa Clemente XIII
- Cardinale Marcantonio Colonna
- Cardinale Giacinto Sigismondo Gerdil, B.
- Cardinale Giulio Maria della Somaglia
- Cardinale Carlo Odescalchi, S.I.
- Cardinale Costantino Patrizi Naro
- Cardinale Lucido Maria Parocchi
- Arcivescovo Adauctus Aurélio de Miranda Henriques
- Arcivescovo Moisés Ferreira Coelho
- Arcivescovo José de Medeiros Delgado
- Vescovo Antônio Batista Fragoso

La successione apostolica è:
- Arcivescovo Jacinto Furtado de Brito Sobrinho (1998)

## Opere
- Antônio Batista Fragoso, Eliesio Dos Santos, Igreja de Crateús (1964-1998): uma Experiência Popular e Libertadora, Ed. Loyola.